# Franky Demon
Franky Demon (Brugge, 28 juni 1976) is een Belgisch politicus voor CD&V.

## Levensloop
Na zijn studies aan de middelbare school in het Onze-Lieve-Vrouwecollege Assebroek volgde Franky Demon tot opleiding voor onderwijzer in KATHO-RENO Torhout. Na vrijwillige engagementen bij KSA, de plaatselijke jeugdraad, sportkampen en het begeleiden van ouderenanimatie, ging hij aan de slag bij CM in Brugge, waar hij tien jaar verantwoordelijk was voor de jeugdvakanties van Kazou. In opvolging van minister Hilde Crevits werd hij in 2015 Pasar-voorzitter voor de provincie West-Vlaanderen, een organisatie die zich inzet voor betaalbare vrijetijdsbesteding qua recreatie en toerisme.
Hij begon zijn politieke loopbaan toen hij in oktober 2006 voor de CD&V verkozen werd tot gemeenteraadslid van Brugge. Sinds januari 2011 is hij er schepen en van 2012 tot 2014 was hij tevens provincieraadslid van de provincie West-Vlaanderen. Van 2011 tot 2012 was hij als schepen bevoegd voor Groen, Burgerlijke Stand en Bevolking. Tijdens zijn eerste mandaat als schepen stippelde hij samen met de Vlaamse Landmaatschappij (VLM) een groen fietstracé uit in en rondom Brugge. Als onderdeel hiervan werd de oude spoorwegberm van Sint-Pieters omgevormd tot een fiets-, loop- en wandelpad omzoomd door speelelementen. Verder was hij een van de initiatiefnemers van het Brugs openruimtebeleidsplan: een plan om op korte en middellange termijn de open ruimte en het groen in de historische binnenstad van Brugge te behouden en te versterken, dit met het oog op een duurzame stadsontwikkeling. Hij nam tevens initiatieven voor de dienst burgerzaken, zoals de uitbreiding van de openingsuren van de loketten van de centrale diensten en de administratieve bureaus en de invoer van een digitaal wachtrijsysteem.
Bij de gemeenteraadsverkiezingen van oktober 2012 behaalde Demon meer stemmen dan uittredend burgemeester Patrick Moenaert. Hij werd eerste schepen bevoegd voor jeugd, ruimtelijke ordening, huisvesting en Brugge studentenstad. Hij vergunde onder andere de bouw van een universitaire campus van de KU Leuven en gaf groen licht voor de omvorming van het voormalig politiecommissariaat in de Hauwerstraat tot een studentenhuis. Hij vergunde ook een Masterplan voor Ter Groene Poorte, zorgde voor de erkenning van Brugge als Onroerend Erfgoedgemeente en zat mee aan tafel omtrent het dossier over de herinrichting 't Zand. Als schepen voor jeugd gaf hij de stedelijke vakantiewerking Kwibus vorm.
Bij de federale verkiezingen van 25 mei 2014 stond Demon op de vierde plaats van de CD&V-lijst van de kieskring West-Vlaanderen voor de Kamer van volksvertegenwoordigers en werd verkozen. Als federaal volksvertegenwoordiger ging hij zetelen in de commissies Binnenlandse Zaken, de Algemene Zaken en het Openbaar Ambt en de commissie belast met de begeleiding van het Vast Comité P en het Vast Comité I en werd hij plaatsvervanger in de commissies Sociale Zaken en Volksgezondheid, Leefmilieu en Maatschappelijke Hernieuwing. In april 2016 werd hij ook plaatsvervanger van de Bijzondere Terreurcommissie, die werd opgericht in de nasleep van de aanslagen in Parijs. Hij drong in de commissie Binnenlandse Zaken aan maatregelen te nemen om de transmigratieproblematiek en grenscriminaliteit aan te pakken en volgde actief de hervorming van de politie en de maatregelen tegen radicalisering op. Hij was ook lid van de commissie politieke vernieuwing die in maart 2017 werd opgestart.
Bij de lokale verkiezingen van oktober 2018 stond hij op de derde plaats op de CD&V-lijst. In de nieuw gevormde coalitie werd zijn schepenambt verlengd, met als bevoegdheden Ruimtelijke Ordening, Leefmilieu en Sport. Na de verkiezingen van oktober 2024 trad Demon in december van dat jaar opnieuw toe tot het schepencollege als schepen van Openbaar Domein.
Bij de federale verkiezingen van mei 2019 werd Demon vanop de derde plaats van de West-Vlaamse CD&V-lijst herkozen in de Kamer. Hij werd vervolgens vast lid van de commissie Binnenlandse Zaken, Veiligheid, Migratie en Bestuurszaken en plaatsvervangend lid in de commissie mobiliteit en overheidsbedrijven en het adviescomité voor wetenschappelijke en technologische vraagstukken. In juni 2024 werd hij vanop de tweede plaats van de lijst verkozen voor een derde termijn als federaal volksvertegenwoordiger. Vervolgens werd hij in de Kamer opnieuw vast lid van de commissie Binnenlandse Zaken, Veiligheid en Migratie, alsook ondervoorzitter van de commissie Grondwet en Institutionele Vernieuwing en plaatsvervangend lid van de commissies mobiliteit en overheidsbedrijven en buitenlandse betrekkingen en plaatsvervangend lid van de Parlementaire Assemblee van de Organisatie voor Veiligheid en Samenwerking in Europa.